# 卢尔什—瓦朗谢讷铁路
卢尔什－瓦朗谢讷铁路（法語：Ligne de Lourches à Valenciennes）是法国北部的一条铁路，起点为卢尔什站，终点为瓦朗谢讷站，全长50.9公里。该铁路于1858年全线建成通车，已完成全线的电气化改造，在法国铁路系统中的编号为254000。

## 历史
卢尔什－瓦朗谢讷铁路修建计划于1879年被提出，最初由法国北部铁路公司负责修建，于1883年全线建成通车。1938年起成为法国国营铁路公司的一部分。

## 路线
卢尔什－瓦朗谢讷铁路由卢尔什站向东北引出，经过德南跨越埃斯科河继续向东，最终到达瓦朗谢讷。

## 车站列表
| 卢尔什－瓦朗谢讷铁路车站列表                                            |         |                                                                                    |                         |                            |
| 车站                                                                    | 公里数* | 交汇路线                                                                           | 本线停靠车种            | 可换乘交通                 |
| Lourches 卢尔什站                                                       | 223.539 | 250000 比西尼－索曼铁路（比西尼/康布雷方向）↑ 250000 比西尼－索曼铁路（索曼方向）↘ | TGV TER Hauts-de-France | 北部省城际客运 Transvilles |
| Denain 德南站                                                           | 228.389 |                                                                                    | TER Hauts-de-France     | 北部省城际客运 Transvilles |
| Prouvy - Thiant 普鲁维-蒂扬站                                           | 235.359 |                                                                                    | TER Hauts-de-France     | 北部省城际客运 Transvilles |
| Trith-Saint-Léger 特里特-圣莱热站                                       | 238.087 |                                                                                    | TER Hauts-de-France     | 北部省城际客运 Transvilles |
| Valenciennes-Faubourg-de-Paris 瓦朗谢讷巴黎城郊街站                     | 241.335 |                                                                                    |                         | Transvilles                |
| Valenciennes 瓦朗谢讷站                                                 | **      | 267000 里尔－伊尔松铁路（伊尔松方向）↖ 267000 里尔－伊尔松铁路（里尔方向）↓        | TER Hauts-de-France     | 北部省城际客运             |
| *注：零公里起点为巴黎北站；划线部分为已关闭的车站或路线 *注：非正线车站 |         |                                                                                    |                         |                            |